# Derlis Florentín
Derlis Florentín (født 9. januar 1984, død 28. marts 2010) var en paraguayansk fodboldspiller.